# Löslicher Kaffee

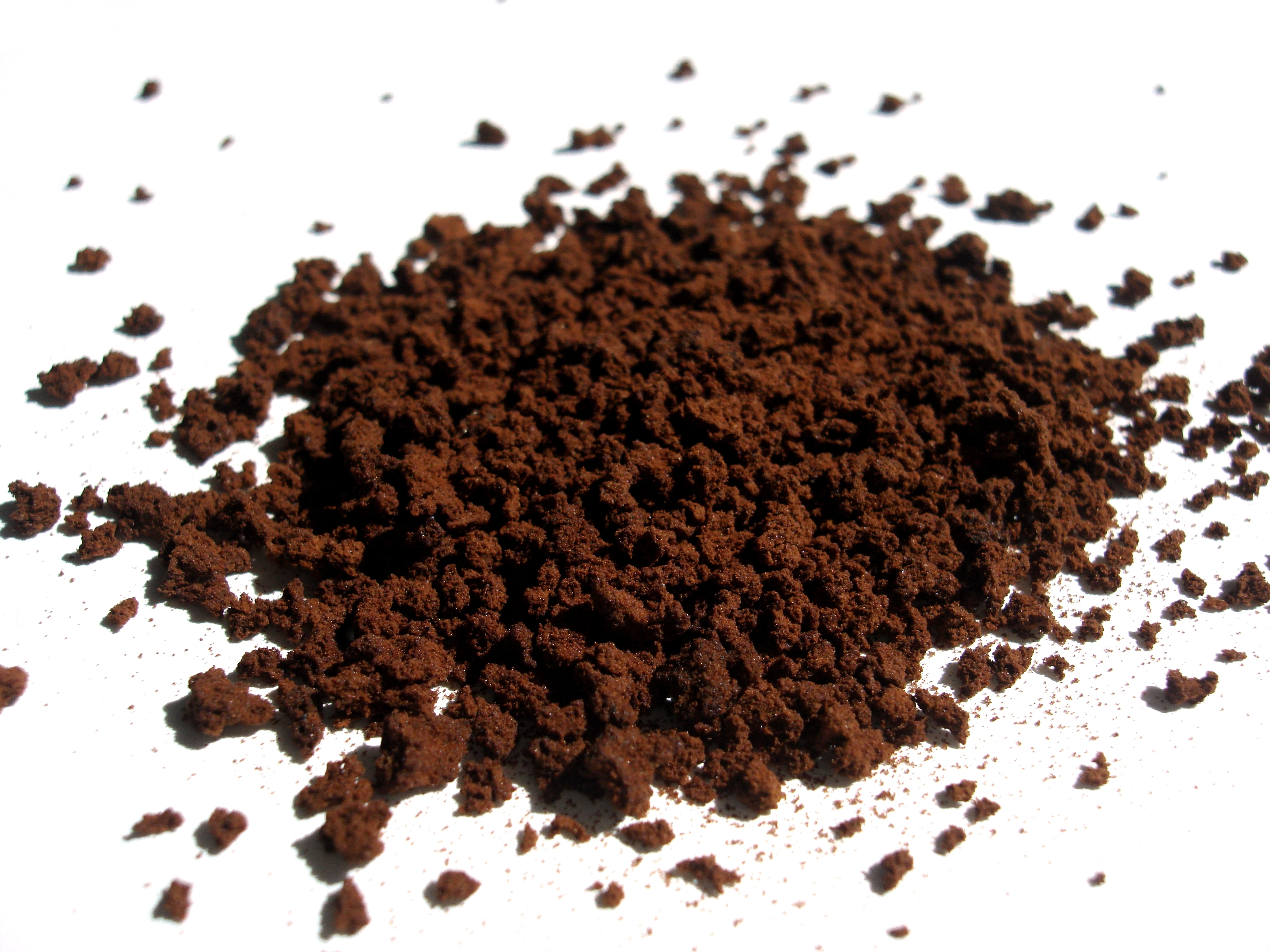
Lösliches Kaffeepulver (Agglomerat)

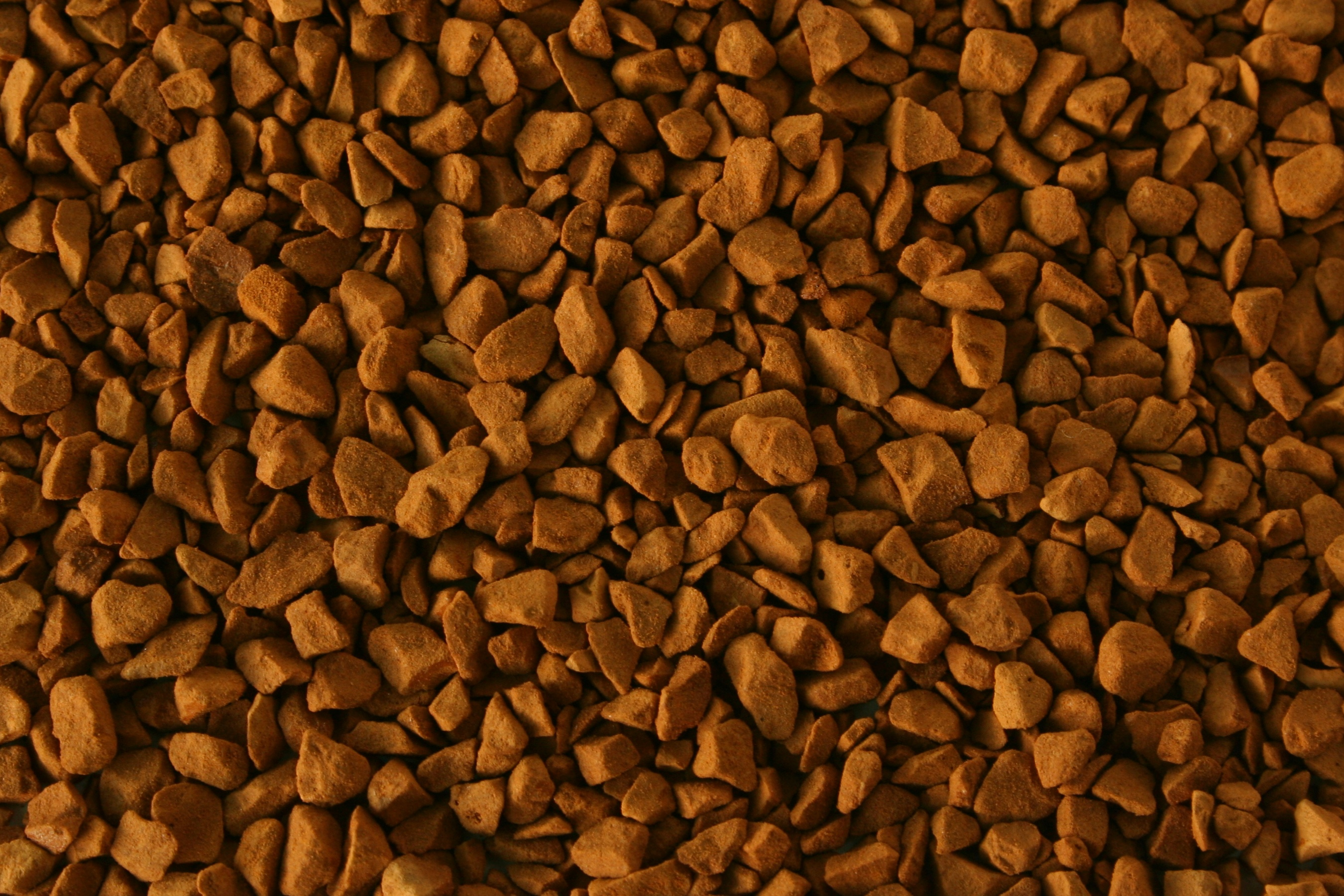
Gefriergetrocknetes Kaffeepulver

Löslicher Kaffee, Löskaffee, Schnellkaffee oder Instantkaffee (von englisch instant coffee) ist getrockneter Kaffeeextrakt. Durch Aufgießen dieses Pulvers mit heißem Wasser entsteht sofort ein Kaffeegetränk. Gemäß der Richtlinie 1999/4/EG des Europäischen Parlaments und des Rates vom 22. Februar 1999 über Kaffee- und Zichorien-Extrakte und deutscher Kaffeeverordnung sind zur Herstellung lediglich geröstete Kaffeebohnen unter Verwendung von Wasser als Extraktionsmittel erlaubt. Dies gilt analog für Instant-Varianten von Zichorien- oder Landkaffee. Flüssiger Kaffee-Extrakt darf zudem bis zu 12 % Zucker enthalten, flüssiger Zichorien-Extrakt bis zu 35 %.
Im Vergleich zum regulären Bohnenkaffee enthält löslicher Kaffee ungefähr die Hälfte an Koffein.

## Geschichte
Instant- oder löslicher Kaffee wurde erstmals 1881 vom Franzosen Alphonse Allais erfunden und als Patent Nr. 141520 angemeldet. 1890 wurde es auch vom Neuseeländer David Strang aus Invercargill patentiert und unter dem Handelsnamen Strang's Coffee verkauft. Oft wird die Erfindung fälschlicherweise Satori Kato zugeschrieben, einem japanischen Wissenschaftler, der 1901 in Chicago arbeitete. Den Grundstein für die industrielle Herstellung legte 1938 das Schweizer Unternehmen Nestlé mit seinem Produkt Nescafé.

## Herstellung

Verfahrensschema

Zunächst werden die Kaffeebohnen gereinigt, von Fremdkörpern befreit, gewogen und in Silos zwischengelagert, dann folgen Röstung und Mahlung. Je nach gewünschtem Geschmack und Aroma einer Kaffeemischung werden Kaffees unterschiedlicher Art (Arabica oder Robusta), Sorte, Herkunft und Qualität aufeinander abgestimmt. Abhängig von der Rezeptur kann diese Mischung entweder vor der Röstung vorgenommen werden oder sie erfolgt, nachdem jede Sorte oder Provenienz für sich geröstet worden ist. Aus dem Mahlkaffee, dessen Mahlgrad (ca. 2 mm) nicht vergleichbar ist mit dem, der in handelsüblichen Kaffeeautomaten Verwendung findet, werden in einer Extraktionsanlage die löslichen Bestandteile des Kaffees extrahiert. Eine solche Extraktionsanlage arbeitet mit Wassertemperaturen von bis zu 200 °C, wofür ein Druck von bis zu 20 bar nötig ist, damit das Wasser nicht verdampft. Der Mahlkaffee befindet sich in sogenannten Perkolatoren, durch die das heiße Wasser fließt und dabei die löslichen Bestandteile des Kaffees herauslöst. Der so gewonnene Kaffeeextrakt wird in einer Eindampfanlage konzentriert und danach getrocknet. Die Ergiebigkeit einer solchen Extraktionsanlage beträgt etwa das Zehnfache einer haushaltsüblichen Kaffeemaschine.
Der nach der Extraktion übrig bleibende Kaffeegrund wird in der Regel zur Energierückgewinnung für das Extraktionsverfahren in einer Dampfkesselanlage verbrannt.

### Sprühtrocknung
Bei der Sprühtrocknung wird der Kaffeeextrakt mit hohem Druck in Zerstäuberdüsen des oberen Teils eines sogenannten Sprühturms gepumpt. Von unten strömt heiße trockene Luft ein. Das Wasser des Extraktes verdampft, während es durch den Sprühtrockner fällt, und im unteren Teil des Sprühturms sammelt sich die sprühgetrocknete Instantware. Bei der Sprühtrocknung entsteht ein feinpulveriges lösliches Kaffee-Pulver. Dieses findet hauptsächlich in löslichem Cappuccino Verwendung.
Durch Agglomeration können aus dem Feinpulver größere metastabile Partikel (Durchmesser wenige Millimeter) löslichen Kaffees erzeugt werden.

### Gefriertrocknung
Bei der Gefriertrocknung wird der Kaffeeextrakt zunächst mit Luft oder CO2 beaufschlagt (aufgeschäumt) und auf ca. −5 °C abgekühlt. Dieses mit Softeis vergleichbare Produkt wird dann auf einem Gefrierband bis auf ca. −50 °C tiefgefroren, danach in einem Kaltraum vermahlen und abgesiebt. In einem Vakuumtrockner wird das zu Eis erstarrte Wasser sublimiert. Der übrigbleibende feste Bestandteil ist der Instantkaffee.

### Vakuumkonzentration
Der Herstellungsprozess von flüssigem Kaffeekonzentrat umfasst eine sorgfältige Extraktion, die in zwei Schritten erfolgt: Anfangs wird bei atmosphärischem Druck und Temperaturen bis zu 100 °C extrahiert, um aromatische Bestandteile zu gewinnen. Danach wird der Prozess durch eine Hochdruckextraktion bei Temperaturen zwischen 150 und 180 °C fortgesetzt, wodurch weitere lösliche Kaffeebestandteile extrahiert werden. Die besondere Innovation besteht in der Zugabe von Kaliumhydroxid vor der Vakuumkonzentration, um Schaumbildung zu verhindern und die Qualität des Konzentrats zu verbessern.

## Besteuerung
In Deutschland wird löslicher Kaffee mit 4,78 € pro Kilogramm nach dem Kaffeesteuergesetz besteuert.